# Nuklearer Pulsantrieb
Der Nukleare Pulsantrieb (englisch nuclear pulse propulsion oder external pulsed plasma propulsion)
ist ein Vorschlag für den Antrieb von Raumschiffen, dem zufolge durch Atomexplosionen Schub erzeugt würde. Das Prinzip ist zum ersten Mal im Zusammenhang mit dem Orion-Projekt der Defense Advanced Research Projects Agency (DARPA) entwickelt worden, nachdem Stanisław Marcin Ulam 1947 Entsprechendes gefordert hatte. Neuere Konzepte, die die Trägheitsfusion verwenden, sind die Grundlage für die meisten Projekte nach Orion gewesen, unter anderem auch für das berühmte Projekt Daedalus und das weniger bekannte Projekt Longshot.

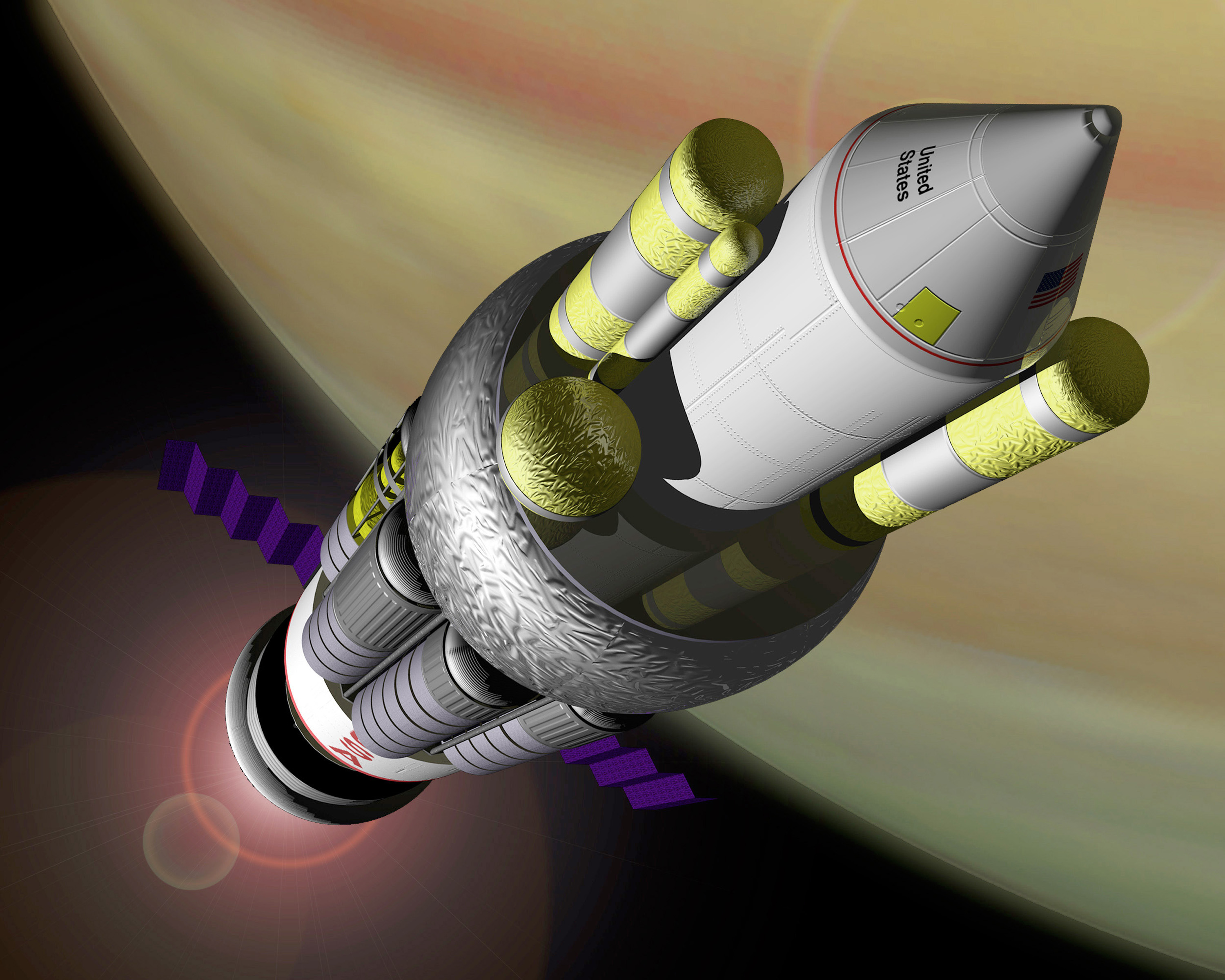
Künstlerische Sicht auf das Raumschiff des Orion-Projekts

## Das Orion-Projekt
Das Projekt Orion war der erste ernsthafte Versuch, eine Rakete mit nuklearem Pulsantrieb zu entwerfen. Die Arbeiten fanden in den späten 1950er und den 1960er Jahren bei General Atomics statt. Der Grundgedanke war, mit kleinen richtungsgebundenen Atomexplosionen auf eine stählerne Prallplatte einzuwirken, die mit eingebauten Stoßdämpfern am Heck des Raumschiffs angebracht ist. Leistungsfähige ausrichtbare Sprengsätze erbrachten eine höchstmögliche Übertragung des Impulses (spezifische Impulse um 6000 s, d. h. um das Zwölffache des beim Space Shuttle Auftretenden). Verbesserungen könnten bis zu 100.000 s (1 MN·s/kg) erbringen. Die Schübe lagen im Bereich von Millionen von Tonnen, so dass mit den Materialien von 1958 Raumschiffe von mehr als 8×106 Tonnen Startgewicht hätten gebaut werden können.
Ein Prototyp, der ähnlich wie ein Unterseeboot aus Stahl hätte konstruiert werden können, hätte eine Besatzung von zweihundert Mann und ein Startgewicht von mehreren tausend Tonnen erlaubt. Dieses vergleichsweise schlichte Fahrzeug könnte innerhalb von vier Wochen von der Erdoberfläche zum Mars und zurück fliegen (im Vergleich zu sieben Monaten, die man heute mit chemischen Treibstoffen benötigen würde). Einen Flug zu den Monden des Saturns und zurück würde es innerhalb von sieben Monaten bewältigen (im Vergleich zu ca. neun Jahren mit chemischen Treibstoffen).
Während das Projekt lief, entdeckte und löste man eine Reihe ingenieurtechnischer Probleme, die hauptsächlich mit der Abschirmung der Besatzung und der Lebensdauer der Prallplatte zu tun hatten. Als das Projekt im Jahre 1965 (vor allem wegen einer Kollision mit dem Vertrag über das Verbot von Kernwaffenversuchen in der Atmosphäre, im Weltraum und unter Wasser) beendet wurde, hatte sich ergeben, dass das System durch und durch machbar sei. Allerdings ergaben sich unter anderem wegen des Fallouts ökologische und dadurch ethische Bedenken, ein solches Schiff innerhalb des Erdmagnetfeldes zu starten.
Die Technologie des Projekts Orion könnte in der nahen Zukunft umgesetzt und beispielsweise verwendet werden, um einen Asteroiden abzulenken, der mit der Erde zusammenzustoßen droht. Aufgrund der ungewöhnlich hohen Leistung könnte eine solche Mission sogar bei einem verhältnismäßig späten Start noch erfolgreich sein; das Fahrzeug könnte mit einem hohen Maß kinetischer Energie auf den betreffenden Asteroiden einwirken. Bei einer ferngesteuerten Mission würde mit den Stoßdämpfern außerdem der schwierigste Teil der Konstruktion hinfällig werden.
Orion ist eine der sehr wenigen Antriebstechnologien, die auf der Grundlage der heutigen technischen Praxis bereits einen Flug zu anderen Sternen ermöglichen würden.

## Die Idee in der Sowjetunion
Auch in der Sowjetunion wurde in den 1960er Jahren mit der Idee gespielt, Raumschiffe mit kleinen Atomexplosionen anzutreiben. Der frühere sowjetische Minister Wiktor Michailow erwähnt eine entsprechende Diskussion mit Andrei Dmitrijewitsch Sacharow:

„Ich erinnere mich, dass Sacharow uns in den frühen 60-ern einmal in sein Büro einlud und uns von seiner Idee eines interstellaren Raumschiffs erzählte, das durch kleine Atomexplosionen angetrieben würde.“

## Projekt Daedalus
Das Projekt Daedalus war eine Studie, die von 1973 bis 1978 durch die British Interplanetary Society (BIS) durchgeführt wurde und das Ziel hatte, in plausibler Weise ein unbemanntes interstellares Raumschiff zu entwerfen, das innerhalb der Lebenszeit eines einzelnen Wissenschaftlers von der Erde einen nahegelegenen Stern erreichen könne. Als Obergrenze für die Dauer des Fluges wurden fünfzig Jahre festgelegt. An dem Projekt arbeiteten unter der Führung des Raketeningenieurs Alan Bond zwölf Wissenschaftler und Ingenieure. Zu jener Zeit schien es, als wären rasche Fortschritte bezüglich der Kernfusion möglich und speziell die Trägheitsfusion schien als Raketenantrieb besonders geeignet zu sein, weil sie sehr kleine Explosionen bewirkt.
Man sah vor, dass die Trägheitsfusion in einem Elektromagneten ablaufen solle, der das Raketentriebwerk verkörpere. Die Reaktion sollte durch Elektronenstrahlen entfacht werden. Der Magnet sollte die bei dieser Reaktion freigewordenen heißen Plasma-Massen zum Heck trichtern, um dadurch Schub zu erzeugen. Um das System sicher und effizient arbeiten zu lassen, sollte es mit Helium-3 betrieben werden, das vom Jupiter gewonnen werden sollte.
Ein System der Trägheitsfusion, das für ein Vorhaben im Stile von Daedalus effizient genug wäre, kann heute noch bei Weitem nicht verwirklicht werden, wenn auch gewisse Entwürfe bereits darauf warten, bestätigt und weiter untermauert zu werden.

## Medusa

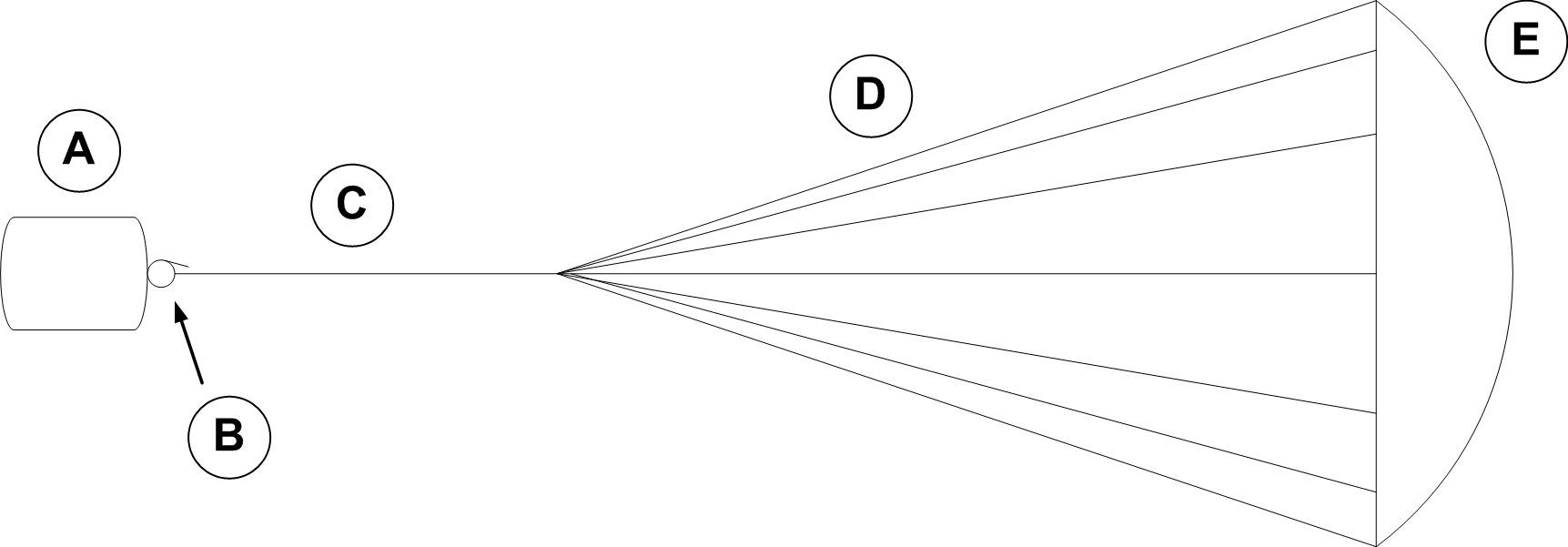
Entwurf eines Medusa-Vortriebs-Raumschiffes. (A) Nutzlast-Kapsel (B) Winde (C) Haupt-Haltekabel (D) Kabel des Schirmes (E) Schirm

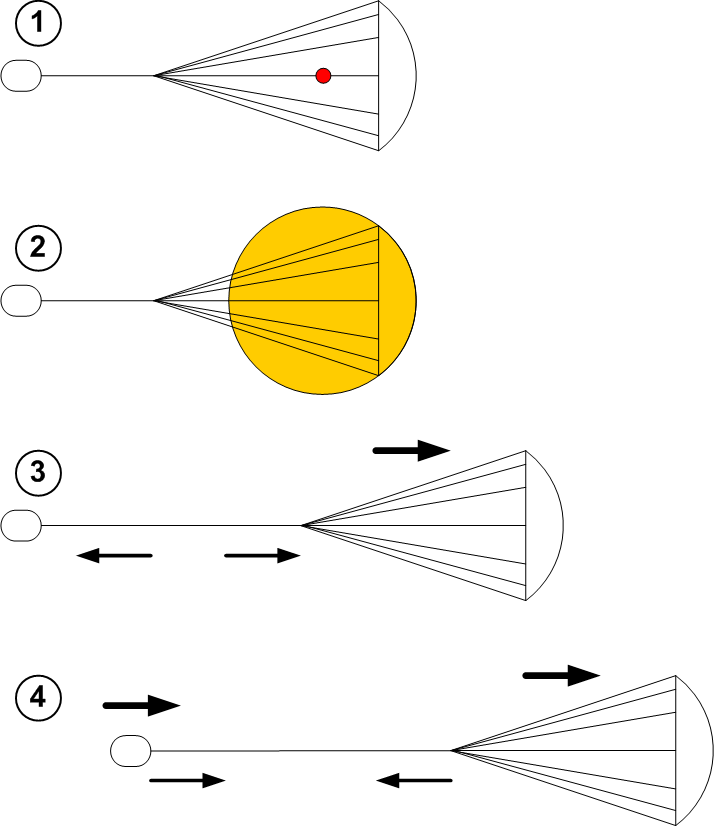
Schaltfolge des Medusa-Vortriebs-Systems. (1) Feuern der Bombe bzw. der Puls-Einheit (2) Der Stoß der Bombenexplosion erreicht das Schirmdach, … (3) …drückt gegen den Schirm und beschleunigt ihn fort von der Bombenexplosion, während das Raumschiff das Hauptkabel freigibt und von diesem fortgezogen zu werden beginnt. (4) Das Raumschiff zieht das Kabel wieder ein.

Das Medusa-System hat mehr mit Sonnensegeln als mit herkömmlichen Raketen gemein. Es wurde in den 1990er Jahren im Zusammenhang mit einem anderen Projekt der British Interplanetary Society vorgeschlagen, als sich abzeichnete, dass es nicht machbar sein dürfte, ein Raketentriebwerk zusammen mit einem Raumschiff mit der Hilfe der Trägheitsfusion zu betreiben.
Ein Medusa-Raumschiff würde in Fahrtrichtung ein großes, an einem Kabel befestigtes Segel ausbringen und daraufhin in Fahrtrichtung nukleare Bomben aussetzen, die zwischen dem Schiff und dem Segel explodieren. Der Impuls der Explosion würde das Segel beschleunigen, das das Schiff hinter sich herziehen würde.
Das Medusa-System arbeitet besser als das klassische Orion-System, weil bei ihm der Hub des Stoßdämpfers entscheidend größer ist, der Resonanzkörper einen größeren Teil vom Impuls der Explosion auffängt und alle wesentlichen Bauteile auf Zugbeanspruchung und damit insgesamt sehr leicht ausgelegt werden können. Darüber hinaus lässt sich das Medusa-System besser herunterskalieren. Schiffe des Medusa-Typs würden einen spezifischen Impuls von 50.000 bis 100.000 Sekunden (500 bis 1000 kN·s/kg) schaffen.

## Projekt Longshot
Die wissenschaftlichen Konzeptarbeiten des Projekts Longshot wurden in den frühen 1990er Jahren in Zusammenarbeit mit der United States Naval Academy durchgeführt und durch die National Aeronautics and Space Administration (NASA) gefördert. Das grundlegende Konzept des Projekts Daedalus wurde insofern aufgenommen, als der Antrieb durch die magnetische Bündelung bzw. Trichterung von durch Trägheitsfusion erzeugten Impulsen erfolgen sollte. Man ging aber davon aus, dass die Fusionsreaktion nicht sowohl den Schub leisten als auch das Schiff (insbesondere den vorgesehenen Kommunikationslaser mit einer maximalen Leistung von 250 Kilowatt) mit Energie versorgen könne, und sah deshalb einen konventionellen Kernreaktor mit 300 kW vor, der das Schiff versorgen sollte. Das zusätzliche Gewicht des Reaktors würde die Leistung vermindern, aber das Schiff würde sogar bei der Verwendung von Lithiumhydrid als Energieträger innerhalb von hundert Jahren Alpha Centauri erreichen können (Geschwindigkeit um 13.411 km/s bzw. 48.279.600 km/h).

## Mit der Hilfe von Antimaterie
Nach Konzepten der Pennsylvania State University aus den mittleren 1990er Jahren könnten Antiprotonen im Kern von Uranatomen eine Energie freisetzen, die den Atomkern wie bei herkömmlicher Kernspaltung sprengt. Schon eine geringe Zahl derartiger Reaktionen kann die nukleare Kettenreaktion in Gang bringen, die zu unterhalten bei anderem Vorgehen wesentlich mehr Brennstoff erfordern würde. Während man in einem herkömmlichen Kernkraftwerk bzw. bei herkömmlichen Kernwaffen eine kritische Masse von ca. 11,8 kg Plutonium benötigt, könnte man dank des Einsatzes von Antimaterie mit deutlich unter einem Gramm auskommen.
Es sind mehrere Konzepte für Raketen vorgeschlagen worden, die auf diesem Zusammenhang gründen. Darunter sind solche, die mit der Hilfe nur der Kernspaltung Fahrten durch den interplanetaren Raum ermöglichen sollen, und solche, die für Fahrten nach anderen Sternen auf eine gemeinsame Verwendung der Kernspaltung und der Kernfusion abstellen.